# Kreisverkehrsgesellschaft Euskirchen
Die Kreisverkehrsgesellschaft Euskirchen (KVE) ist Konzessionsinhaber für mehrere AST-Verkehre im Kreis Euskirchen. Sie besitzt keine eigenen Fahrzeuge, da der Fahrbetrieb von den zuständigen Verkehrsunternehmen in der Region durchgeführt wird.

## Geschichte
Die Kreisverkehrsgesellschaft Euskirchen (KVE) wurde als GmbH 1995 vom Kreis Euskirchen als alleinigem Gesellschafter gegründet. Die KVE sollte als Management- und Servicegesellschaft den öffentlichen Personennahverkehr im Kreisgebiet optimieren und wirtschaftlich gestalten, um neue Nutzerpotentiale zu erschließen. Ende 1996 wurde mit der Aufstellung eines Nahverkehrsplans begonnen, der ein Jahr später vom Kreistag verabschiedet wurde. Daneben berät die KVE die Kommunen im Kreis Euskirchen in allen Fragen des ÖPNV.
Mit Gründung der KVE wurde die Beteiligung des Kreises Euskirchen von 12,5 % am Betreiber Regionalverkehr Köln (RVK) an die KVE übertragen, die seitdem die Interessen des Kreises bei der RVK vertritt.
Der Schwerpunkt der Umsetzung des Nahverkehrsplans lag dabei auf der nachfragespezifischen Differenzierung des ÖPNV-Angebotes. Zum einen wurde im Mai 1998 ein Schnellbus zwischen Euskirchen und der benachbarten Kreisstadt Düren eingeführt. Zum anderen wurden Anruf-Sammeltaxi-Verkehre eingerichtet und mit dem TaxiBus-System als Erweiterung den Markterfordernissen angepasst. Außerdem wurde mit einem kreisweiten Haltestellenprogramm der KVE die Attraktivität des Busverkehrs gesteigert.
Am 4. Juli 2006 wurde Roland Schmidt als Geschäftsführer von Achim Blindert abgelöst. Am 20. August 2007 wurde die KVE mbH aufgelöst und in einen Betrieb gewerblicher Art umgewandelt.

## Verkehrsbetriebe im Kreis Euskirchen
Folgende Verkehrsunternehmen führen den Linienverkehr im Kreis Euskirchen durch:
- Regionalverkehr Köln GmbH
- Busverkehr Rheinland (BVR)
- Karl Schäfer Omnibusreisen GmbH
- Stadtverkehr Euskirchen GmbH (SVE)